# Der er så travlt i skoven
Der er så travlt i skoven (ook wel I skoven) is een compositie van Niels Gade. Het is een toonzetting van vier strofen van een gedicht van Christian Richardt. De beginregel Der er så travlt I skoven is Deens voor Het is zo druk in het bos.
Meerdere Deense componisten, waaronder Fini Henriques, leenden de tekst.
Tekst:
Der er saa travlt i Skoven
forneden og foroven,
thi nu skal Solens Bryllup staa,
og Bruden har alt Kransen paa;
kom ud, kom ud,
thi Bøgen er saa kjøn en Brud!
Og Vielsen og Talen
besørger Nattergalen,
og alle de Violer blaa
er hendes Brudepiger smaa.
Den sorte Snegl paa Sokker
han møder nok som Klokker,
men Gjøgen han er Organist
og spiller med fra først til sidst.
Og Fuglekoret sjunger,
saa højt i Hal det runger;
da suser der en Aftenvind,
og Solen kysser Brudens Kind, -
kom ud, kom ud,
thi Bøgen er saa kjøn en Brud!